# AXXo
aXXo este porecla de internet a unei persoane care a devenit cunoscută pentru distribuirea de filme DVD comerciale pe Internet, ca descărcări gratuite. Fișierele rezultate pot la rândul lor să fie ușor de distribuit prin internet și vizionate pe un calculator. Fișierele aXXo sunt populare în rândul comunității de partajare a fișierelor (file sharing) folosind protocoale peer-to-peer file sharing, cum ar fi BitTorrent. 33,5% din filme descărcate, în timpul unei prelevări aleatorii de probe de către o firmă de urmăriri a descărcărilor, au fost torrente aXXo. Fișierele aXXo au devenit populare datorită faptului că aXXo produce fișiere de dimensiuni relativ mici a formatului de fișier și acesta rămâne la o calitate foarte bună, cu toate că este comprimat. Dimensiunea fișierelor este de aproximativ 700 MB - aceeași dimensiune ca un Compact Disc (CD). Datorită reputației aXXo pentru calitatea recodificării, numele aXXo este uneori falsificat ca sursă de identificare de o varietate de imitatori (clone).

## Identitatea
Nici până în ziua de azi nu se știe cu certitudine cine ar fi aXXo cu adevărat. Într-un interviu acordat de o persoană care se pretinde a fi aXXo, el se descrie pe sine ca fiind un singur individ care a extras DVD-uri încă de când ar fi fost adolescent. Au fost zvonuri că MPAA așteaptă ca aXXo să ajungă la vârsta de 18 ani ca să poată să-l condamne într-un mod mai eficient decât în cazul în care acesta încă ar fi minor.

### Imitatorii (Clonele)
Datorita popularității sale în file sharing, pseudonimul aXXo este falsificat de diverse persoane și grupuri care imită identitatea sursei pentru a atrage vizitatori pe propriile lor site-uri de file sharing. Astfel de tactici sunt folosite și de o serie de companii din domeniul protecției drepturilor de autor, cum ar fi BayTSP, MediaDefender, sau MediaSentry, cu scopul de a restrange traficul ilegal pe Internet. În acest caz se descarcă un fișier sau un grup de fișiere falsificate, ce conțin date de obicei inutile și/sau rău intenționate. Fișierele false includ uneori fișiere în format RAR, prin care utilizatorul descarcă un virus troian, deghizat drept codec necesar pentru a vizualiza fișiere asociate, în format AVI. Alte fișiere false pot să încurajeze utilizatorul să se înregistreze pe site-uri dubioase sau solicită utilizatorului instalarea software-ului DomPlayer. Fișiere contrafăcute pot conține, de asemenea, malware, cu capacitatea de a trimite adresa IP a computerului utilizatorului la un server privat.